# 3236 Strand
3236 Strand eller 1982 BH1 är en asteroid i huvudbältet som upptäcktes den 24 januari 1982 av den amerikanske astronomen Edward L.G. Bowell vid Anderson Mesa Station. Den är uppkallad efter den danske astronomen Kaj Aage Gunnar Strand.
Asteroiden har en diameter på ungefär 5 kilometer.